# Calcarogyndes calcar
Genre
Espèce
Synonymes
- Metagyndes calcar Roewer, 1913

Calcarogyndes calcar, unique représentant du genre Calcarogyndes, est une espèce d'opilions laniatores de la famille des Gonyleptidae.

## Distribution
Cette espèce est endémique de la région du Biobío au Chili. Elle se rencontre vers Concepción.

## Description
Le mâle holotype mesure 6 mm.

## Systématique et taxinomie
Cette espèce a été décrite sous le protonyme Metagyndes calcar par Roewer en 1913. Elle est placée dans le genre Calcarogyndes par Mello-Leitão en 1932.

## Publications originales
- Roewer, 1913 : « Die Familie der Gonyleptiden der Opiliones-Laniatores. » Archiv für Naturgeschichte, sér. A, vol. 79, no 4, p. 1–256 (texte intégral).
- Mello-Leitão, 1932 : « Opiliões do Brasil. » Revista do Museu Paulista, vol. 17, p. 1–505.